# Paganini (Band)
Paganini war eine von dem Schweizer Sänger Marc Paganini (eigentlich: Marco Paganini) gegründete Hardrock-Band. Die Gruppe hatte mit dem Titel Berlin by Night 1985 einen Hit in Deutschland und wurde 1987 als Vorgruppe von Mötley Crüe für deren Girls, Girls, Girls-Tournee verpflichtet.

## Geschichte
Marc Paganini wurde von Barbara Schenker, Schwester des Scorpions-Gründers Rudolf Schenker, als Sänger für ihr Band-Projekt Viva gewonnen. Viva bestand aus Andy Fach und Ralph Murthy (Gitarre), Andy Kawaldt (Bass), Marc Paganini (Gesang), Martin Pietschak (Schlagzeug) und Barbara Schenker (Keyboard). Mit Viva veröffentlichte Paganini 1982 zwei Alben (What the Hell Is Going On und Dealers of the Night), bevor er mit Ralph Murthy in die Schweiz ging und die Gruppe Paganini gründete.
Die Band veröffentlichte ihr Debütalbum mit dem Titel Weapon of Love 1985 bei Phonogram. Es war im KARO Musik Studio in Münster aufgenommen worden und enthielt u. a. den Titel Berlin by Night, mit dem die Gruppe einen kleinen Hit in Deutschland hatte. Der Song war auch Bestandteil des Soundtracks der deutschen Filmproduktion Alpha City – Abgerechnet wird nachts. Der Sound der Band wurde mit den frühen Bon Jovi, Keel oder Dokken verglichen. Die Bühnenkostüme für die Band waren von Barbara Schenker entworfen worden.
Das Nachfolgealbum, It’s a Long Way to the Top, erschien 1987. Paganini hatten jedoch nicht den von Phonogram erhofften Erfolg und verloren den Plattenvertrag mit der Firma.
Detox, das 1990 veröffentlichte dritte Album, erschien auf dem Schweizer Label Grüezi. Es enthielt unter anderem den Titel Time, den Prince dem Sänger überlassen hatte, als dieser ihn früher im Paisley Park Studio besucht hatte. An den Aufnahmen war auch der deutsche Musiker David Hanselmann beteiligt. Die Band löste sich wenig später auf und wurde erst 2003 wiederbelebt, als Marc Paganini zusammen mit Dale Powers (Gitarre), Kiki Crétin (Bass) und Diego Rapacchietti (Schlagzeug) das Album Esoterrorism aufnahm, dem 2005 Resurrection (deutsch: „Wiederbelebung“) folgte. Resurrection enthielt zahlreiche ältere Stücke, die für das Album neu aufgenommen wurden, unter anderem Weapon of Love, Bastard, Berlin by Night oder auch das Viva-Stück Little Rock Tonight.
2007 schloss sich Marc Paganini wieder Viva an, die von Barbara Schenker erneut ins Leben gerufen wurden. 2008 erschien das bisher letzte Paganini-Album, Medicine Man.
Am 15. September 2013 starb Gründungsmitglied Ralph Murthy infolge eines Leberversagens. Gut fünf Jahre später, am 11. Januar 2019, ereilte Marc Paganini dasselbe Schicksal.

## Diskografie
- 1985: Weapon of Love
- 1987: It’s a Long Way to the Top
- 1990: Detox
- 2003: Esoterrorism
- 2005: Resurrection
- 2008: Medicine Man
- 2011: Stomping Ground (Samplerbeitrag Bock uf Rock 4)
- 2011: The Only One (Samplerbeitrag Bock uf Metal)
- 2013: The Only One (Samplerbeitrag Bock uf Rock 6)